# ヒュヴィンカー

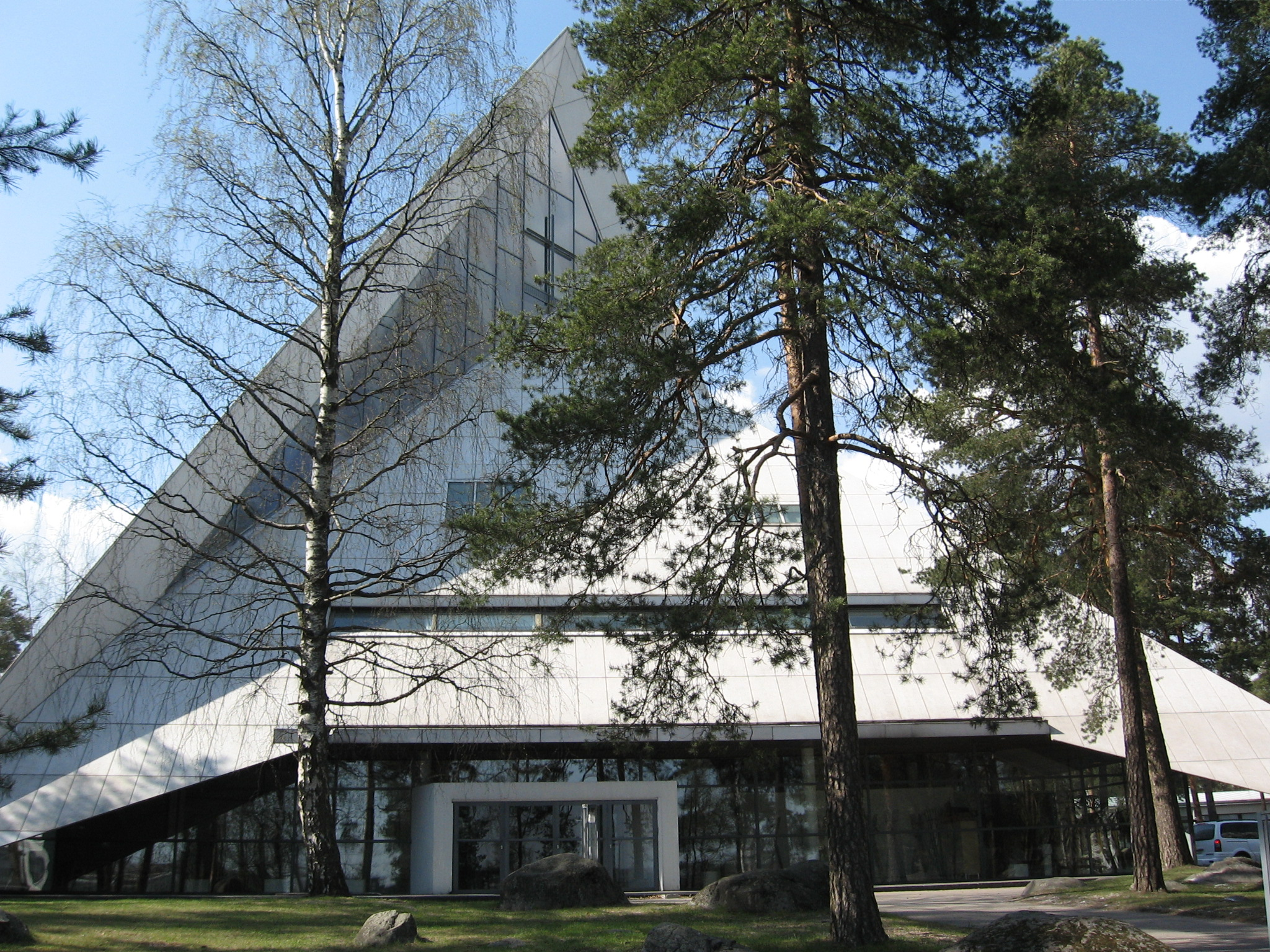
ヒュヴィンカー教会

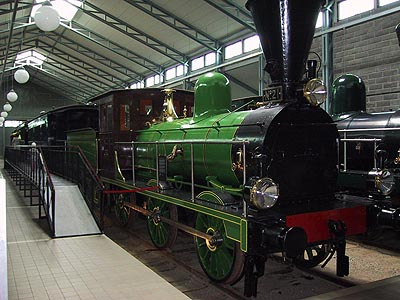
鉄道博物館展示の機関車

ヒュヴィンカー(フィンランド語: Hyvinkää [ˈhyʋiŋkæː]、スウェーデン語: Hyvinge [ˈhyviŋe])は、フィンランド・ウーシマー県に属する地方自治体である。ヘルシンキ郡に属し、ヘルシンキの北方50kmに位置する。

## 概要
ヘルシンキからハメーンリンナ、タンペレへと続く自動車道路(E12号線)と鉄道(VR)が市内に通じており、ヘルシンキのベッドタウンとなっている。ハンコとポルヴォーの間の重要な道路であるフィンランド国道25号は、ヒュヴィンカーの南部を通っている。ヘルシンキの商圏であるため、都市計画は商業よりもレクリエーション施設などに力を入れたものとなっている。
市内の有名な観光地としてはヒュヴィンカー教会とキタヤ邸、フィンランド鉄道博物館がある。郊外にはスカンジナビアのゴルフ愛好者の間では知られたゴルフコースがある。
市内にはコネ・クレーンズ（コネのクレーン部門が前身）の本社が立地する。

## 歴史
16世紀、ヒュヴィンカー、ヘルシンキとハメーンリンナの中間地点には宿屋があった。最初の徴税書には、その宿屋のまわりにいくつかの家があったことを示している。ヒュヴィンカー村が成長を遂げたのは19世紀後半のことである。要因となったのは1861年に ヒュヴィンカーを通る鉄道が開通した事である。フィンランドで最初の鉄道はヘルシンキ・ハメーンリンナ線で、そのときに設置された鉄道駅の場所が現在の市の中心部となっている。現在も鉄道駅は同じ場所に置かれている。ヒュヴィンカーからハンコ港へと分岐している。1872年に設立されたハンコ・ヒュヴィンカー鉄道はフィンランドで最初の私鉄で、1875年には国有化された。1900年代初頭にはヒュヴィンカー駅はアメリカへ移民するためにハンコ港へと移動する際の分岐点として重要なものだった。
ヒュヴィンカーには深い松の森があり、空気が綺麗だと言われていた。1880年代にはヘルシンキの内科医たちが転地療養のためにサナトリウムを開いた。
1892年に羊毛工場がヒュヴィンカーに開設された。この工場は1990年代まで存続した。現在も赤煉瓦のホールが現存し、展示センターや劇場に使用されている。ヒュヴィンカー飛行場は第二次世界大戦後の短期間、ヘルシンキ空港とマルミ空港が連合軍下に接収されていた時期に使用された。現在、飛行場の近くにはモータースポーツセンターがある。

## 交通
- VRヒュヴィンカー駅 - ヘルシンキ・リーヒマキ線 - ヘルシンキ方面、リーヒマキ・タンペレ方面へ1時間1本の割合で停車する。ラッシュアワー時は増発される。
- 欧州自動車道路E12号線 - ヘルシンキ、タンペレに通じている。

## 姉妹都市
- - エイゲルスンド(ノルウェー)
- - ケチケメート(ハンガリー)
- - コルソー(デンマーク)
- - コストロマ(ロシア)
- - モタラ(スウェーデン)
- - ヘルスフェルト・ローテンブルク郡(ドイツ)